# Magda gård

Karta över Magda med omnejd under 1600-talet.

Magda är en herrgård i Näshulta socken i Eskilstuna kommun.
Herrgården ligger i ett område med kuperad terräng fylld av moränblock, mot norr övergående i våtmarker ned mot Prästsjön. Området koloniserades först under tidig medeltid. Magda omtalas i skriftliga handlingar första gången 1244. På 1680-talet blev Magda säteri.
Under andra hälften av 1800-talet och i början av 1900-talet utvecklades Magda till en mönstergård. Åren 1852-1853 sänktes Prästsjön varvid Magda vann omkring 50 hektar odlingsbar mark. Nya stora ekonomibyggnader uppfördes, ett gårdsmejeri inrättades och en ångsåg anlades. Den gamla huvudbyggnaden påbyggdes och fick 1860 sitt nuvarande utseende med sin gulputsade fasad. Under 1920-talet avstyckades en mängd av de tidigare torpen och gårdarna som lytt under herrgården till egna fastigheter.